# Kom (berg i Bulgarien)
Kom (bulgariska: Ком) är ett berg i Bulgarien.   Det ligger i regionen Sofijska oblast, i den västra delen av landet, 60 km norr om huvudstaden Sofia. Toppen på Kom är 2 016 meter över havet.
Terrängen runt Kom är kuperad åt sydväst, men åt nordost är den bergig. Kom är den högsta punkten i trakten. Närmaste större samhälle är Berkovitsa, 9,9 km nordost om Kom.
Omgivningarna runt Kom är en mosaik av jordbruksmark och naturlig växtlighet. Runt Kom är det glesbefolkat, med 15 invånare per kvadratkilometer.